# Lust for Life (album Iggy’ego Popa)
Lust for Life – drugi album Iggy’ego Popa.
W 2004 utwór „Lust for Life” został sklasyfikowany na 147. miejscu listy 500 utworów wszech czasów magazynu Rolling Stone.

## Lista utworów
1. „Lust for Life” – 5:13 (tekst: Iggy Pop, muzyka: David Bowie)
2. „Sixteen” – 2:26 (Pop)
3. „Some Weird Sin” – 3:42 (tekst: Pop, muzyka: Bowie)
4. „The Passenger” – 4:44 (tekst: Pop, muzyka: Ricky Gardiner)
5. „Tonight” – 3:39 (tekst: Pop, muzyka: Bowie)
6. „Success” – 4:25 (Tekst: Pop, muzyka: Bowie / Gardiner)
7. „Turn Blue” – 6:56 (Tekst: Pop / Walter Lacey, muzyka: Bowie / Warren Peace)
8. „Neighborhood Threat” – 3:25 (tekst Pop, muzyka: Bowie / Gardiner)
9. „Fall in Love with Me” – 6:30 (tekst: Pop, muzyka: Bowie / Hunt Sales / Tony Sales)

## Twórcy
Producenci;
- David Bowie,
- Iggy Pop
- Colin Thurston

Muzycy
- Iggy Pop - wokal
- David Bowie - keyboard, pianino, dalszy wokal
- Carlos Alomar - gitara, dalszy wokal
- Ricky Gardiner - gitara, dalszy wokal
- Tony Sales - bas, dalszy wokal
- Hunt Sales - perkusja, dalszy wokal